# Trachea stoliczkae
Trachea stoliczkae là một loài bướm đêm trong họ Noctuidae.